# The Big House
The Big House é um filme norte-americano de 1930, do gênero drama, dirigido por George W. Hill e estrelado por Chester Morris e Wallace Beery.

## Produção
Não o primeiro, mas um dos melhores exemplos de filme de prisão, The Big House não só deu visibilidade como também estabeleceu os padrões para todos os outros filmes desse subgênero.
O filme trouxe à baila um tema novo, ao mostrar a influência que o ambiente exerce sobre o ser humano, bem de acordo com as ideias de reforma social da época, que viam os bairros pobres como escolas do crime e as prisões como suas universidades.
Com cenários que recriavam com realismo o rude interior das prisões de então e efeitos sonoros que faziam a delícia das plateias naqueles tempos de transição entre o cinema mudo e o sonoro (como balas zunindo de encontro a barras de metal), The Big House foi um dos campeões de bilheria do ano. Entretanto, a Metro-Goldwyn-Mayer, que o realizou, não persistiu na tecla de produções violentas, porque nem Louis B. Mayer e nem o produtor Irving Thalberg gostavam do gênero.
Wallace Beery ficou com o papel inicialmente previsto para Lon Chaney. Sua atuação como um condenado agressivo deu-lhe uma indicação ao Oscar de Melhor Ator. Já a roteirista Frances Marion, ao receber o Oscar de Melhor Roteiro, tornou-se a primeira mulher premiada pela Academia em categoria diferente de Melhor Atriz. Ao todo, o filme conquistou quatro indicações, inclusive a de Melhor Filme, tendo recebido também a primeira estatueta de Melhor Mixagem de Som.
A película foi parodiada no ano seguinte em Pardon Us, primeiro longa-metragem estrelado pela dupla O Gordo e o Magro.
Para o crítico e escritor Ken Wlaschin, The Big House é um dos dez principais filmes da carreira de Wallace Beery.
Casado com a roteirista do filme, George W. Hill tinha um futuro promissor pela frente, porém foi encontrado morto prematuramente, em 1934, em sua casa de praia. Estava com apenas trinta e nove anos de idade.

## Sinopse
Kent, um playboy, é condenado a dez anos de prisão, após dirigir alcoolizado e matar dois pedestres. Divide a cela com Morgan, que cumpre pena por roubo e demonstra ter boas inclinações. Entretanto, ele se desentende com Butch, o cruel líder do bloco, condenado por homicídio, e acaba morto por delatar uma insurreição. Cabe a Morgan enfrentar a fúria dos rebelados e deter Butch.

## Premiações
| Prêmio | Categoria                                                                     | Situação          |
| ------ | ----------------------------------------------------------------------------- | ----------------- |
| Oscar  | Melhor Filme Melhor Ator (Wallace Beery) Melhor Roteiro Melhor Mixagem de Som | Indicado Vencedor |

- Film Daily: 10 Melhores Filmes

## Elenco
| Ator/Atriz             | Personagem      |
| ---------------------- | --------------- |
| Chester Morris         | Morgan          |
| Wallace Beery          | Butch           |
| Lewis Stone            | Diretor         |
| Robert Montgomery      | Kent            |
| Leila Hyams            | Anne            |
| George F. Marion       | Pop             |
| J. C. Nugent           | Marlowe         |
| Karl Dane              | Olsen           |
| DeWitt Jennings        | Wallace         |
| Matthew Betz           | Gopher          |
| Claire McDowell        | Senhora Marlowe |
| Robert Emmett O'Connor | Donlin          |
| Tom Kennedy            | Tio Jed         |
| Tom Wilson             | Sandy           |